# Turbonilla mariana
Turbonilla mariana är en snäckart som beskrevs av Bartsch 1917. Turbonilla mariana ingår i släktet Turbonilla och familjen Pyramidellidae. Inga underarter finns listade i Catalogue of Life.